# Henk Barendregt
Hendrik Pieter (Henk) Barendregt (* 18. prosince 1947) je nizozemský učitel meditace, vědec a profesor matematické logiky. Je vůdčí osobností výzkumného týmu, který na Radbodově univerzitě v Nijmegenu zkoumá vliv meditace vipassaná na lidskou mysl. Vede meditační zásedy v Nizozemsku, Německu, Itálii a Řecku. Je držitelem Spinozovy ceny z roku 2002, členem Academia Europaea a také rytířem Řádu nizozemského lva.

## Dílo
- 1984. The Lambda Calculus, Its Syntax and Semantics, Vol. 103 in Studies in Logic and the Foundations of Mathematics. North-Holland. ISBN 0-444-87508-5. viz Errata[nedostupný zdroj].